# مسرح (بترون)
مسرح هي إحدى القرى اللبنانية من قرى قضاء البترون في محافظة الشمال.تبعد عن بيروت 79 كلم. ترتفع عن البحر 710 مترا. تحيط بها بلدات : سمار جبيل ، غوما ، مار ماما ، جربتا